# Jaques von Specht
Jaques Adrian Wilhelm von Specht, auch Jacob Wilhelm Adrian von Specht (* 11. Juli 1807 in Brandenburg an der Havel; † 23. September 1878 in Fulda) war Schaumburg-lippischer Regierungskommissar und Landrat in mehreren hessischen Landkreisen.

## Leben
Jaques von Specht entstammte dem niedersächsischen Adelsgeschlecht Specht und war ein Sohn des preußischen Majors Wilhelm von Specht (1769–1811) und dessen Ehefrau Jaqueline Vriithoff (1774–1837). Er wuchs mit seinen älteren Geschwistern Johann (1791–1850, Generalmajor) und Wilhelm Johann (1795–1869, Oberstleutnant) und Friedrich (1803–1879, Justizrat) auf.
Er hatte Rechtswissenschaften studiert und absolvierte den juristischen Vorbereitungsdienst in Kassel.
Bevor er 1840 Landrat des Kreises Schlüchtern wurde, war er dort als Kreissekretär eingesetzt. Seine Amtszeit dauerte bis 1845, als er das Amt des Landrats im Kreis Hersfeld antrat. Nach dreijähriger Tätigkeit wurde er 1848 Polizeidirektor von Hanau. Bereits nach einem Jahr kehrte er in den Kommunaldienst zurück und wurde Landrat im Kreis Eschwege.
1854 wurde er Regierungskommissar im Fürstentum Schaumburg-Lippe.
Specht war landesherrlicher Kommissar des hessischen Anteils an der Hannover-Mindener Bahn.
Er war Mitglied der kurhessischen Ständeversammlung und leitete nach der Annexion des Landes Hessen im Jahre 1866 den Übergang an Preußen.
1867 (Wahlkreis Rinteln), 1871 und 1872 kandidierte er erfolglos zu den Wahlen für das Preußische Abgeordnetenhaus.
Er war  verheiratet mit Marie Thomas, Tochter des Justizrats  Anton Thomas. Aus der Ehe sind die Kinder Heinrich Justus Victor (1853–1939, Generalmajor) und Karl Friedrich Georg (1857–1903, Steuerinspektor, Reserveleutnant) hervorgegangen.

### Auszeichnungen
- 1854 Geheimer Regierungsrat